# 1528
| 1528               |
| ------------------ |
| Dødsfald - Fødsler |
|                    |

| Gregoriansk kalender | 1528 MDXXVIII           |
| Ab urbe condita      | 2281                    |
| Armensk kalender     | 977 ԹՎ ՋՀԷ              |
| Kinesiske kalender   | 4224 – 4225 丁亥 – 戊子 |
| Etiopisk kalender    | 1520 – 1521             |
| Jødisk kalender      | 5288 – 5289             |
| Hindukalendere       |                         |
| - Vikram Samvat      | 1583 – 1584             |
| - Shaka Samvat       | 1450 – 1451             |
| - Kali Yuga          | 4629 – 4630             |
| Iransk kalender      | 906 – 907               |
| Islamisk kalender    | 934 – 935               |

Konge i Danmark: Frederik 1. 1523-1533
Se også 1528 (tal)

## Født
- Absalon Pedersson Beyer, norsk forfatter og præst (død 1575).